# ATRAN
ATRAN (англ.  Automatic Terrain Recognition And Navigation, буквально «Автоматическое Распознавание Рельефа и Навигация») — ранний образец системы автоматической навигации крылатых ракет, основанной на распознавании местности под летящей ракетой и сопоставлении с заложенной в памяти картой. Развертывалась в конце 1950-х на крылатых ракетах MGM-13 Mace. Являлась непосредственным предшественником системы TERCOM.

## История
Система ATRAN была разработана как средство наведения стратегических крылатых ракет, летящих на малых высотах. В отличие от радионавигационных систем (например, радиокомандного или гиперболического управления), ATRAN не была подвержена неприятельским помехам и не требовала, чтобы ракета находилась на прямой линии видимости от станции управления. В отличие от астронавигационных систем, ATRAN позволяла ракете лететь на малых высотах, оставаясь ниже горизонта для неприятельских радаров, зенитных ракетных комплексов и истребителей.

## Описание системы
Система ATRAN основывалась на сопоставлении данных от радара (сканирующего узким лучом местность под летящей ракетой), с построчно сканируемой при помощи фотоэлемента заранее отснятой картой местности. Если совпадение пиков и впадин от радара и фотоэлемента происходило при сканировании центральной части карты, это означало, что ракета удерживается на предполагаемом курсе. Если же совпадение происходило правее или левее центральной части карты, это означало, что ракета отклонилась от курса в соответствующем направлении: на основании этого, автоматика вырабатывала соответствующий сигнал рассогласования для автопилота, управляющего горизонтальными рулями ракеты, и возвращала снаряд на курс.
Плёнка с картой, намотанная на бобины, последовательно прокручивалась соответственно скорости полёта ракеты. Подготовка карты велась путём предварительного сканирования предполагаемой траектории полёта ракеты самолётами-разведчиками: в случае, если по каким-то причинам такое сканирование было невозможно, использовались гипсовые макеты рельефа местности, изготовленные по геофизическим картам. Подобные решения были сложными и трудоемкими.

## Достоинства и недостатки

### Достоинства
- Система ATRAN не была подвержена радиопомехам (так как сканирование местности велось узким лучом непосредственно под ракетой), что исключало возможность противодействия системами РЭБ неприятеля.
- Система ATRAN позволяла сложную навигацию с многочисленными поворотами ракеты на траектории
- Наконец, система ATRAN позволяла ракете совершать полёт на высотах вплоть до 300 метров, скрываясь за горизонтом от неприятельских радаров. Это означало, что зенитные ракетные комплексы неприятеля смогут обнаружить ракету только на небольшой дистанции: большинство ЗРК того времени не удовлетворяли требованиям по минимальному потолку и по времени выработки огневого решения, чтобы перехватить низколетящую ракету. Истребители-перехватчики противника также испытывали бы проблемы с обнаружением низколетящей ракеты на фоне поверхности.

### Недостатки
- Система ATRAN требовала длительной и крайне трудоемкой подготовки карт местности, и соответственно позволяла наводить ракеты только на объекты, по которым такие карты существовали. Это сводило боевое применение ракеты к поражению заранее разведанных неподвижных целей.
- Эксплуатация ATRAN приводила к снижению вдвое дальности полёта ракеты, из-за возрастающего сопротивления воздуха на малых высотах.

Обозначенные недостатки в ситуации всеобщего увлечения баллистическими ракетами, привели к тому, что система ATRAN не получила широкого распространения. Ракеты MGM-13A оставались на вооружении с 1959 по 1971 год: были выдвинуты предложения по оснащению системой ATRAN других видов крылатых ракет, но в итоге они не были реализованы. На смену ATRAN в 1971 году была разработана более совершенная система TERCOM, использовавшая созданную при помощи компьютеров и хранящуюся в электронном виде карту местности.